# Балнеолечение
Балнеолечението (на латински: balneum – баня) е форма на лечение на заболявания чрез къпане, което обикновено става в местата с минерални извори (спа).
Макар да се различава от хидротерапията то има някои припокривания в практиката и в основните принципи с нея. Много минерални води в спа-центровете са богати на специални минерали като силиций, сяра, селен и радий. Различните видове лечебна глина са широко използвани, чиято лечебна терапия е известна като „фанготерапия“.

## Определение
Терминът „балнеолечение“ обикновено се прилага към всичко, свързано с балнеолечение, включително пиенето на вода и използването на горещи вани и вани с естествена природна пара, както и към различните видове кал и пясък, използвани за горещо приложение. Балнеолечението е медицинската употреба на тези спа минерални извори противоположни на обикновените бани за развлечение. Общите минерали, открити в минерални води са натрий, магнезий, калций, желязо, както и арсен, литий, калий, магнезий, бром и йод. Те се съдържат и в торфа, който обикновено се използва при подготовката на спа минералните води. В спа местата могат да се добавят във водата минерали и етерични масла към естествените горещи извори. Въпреки че балнеолечението често се свързва с минералните бани, терминът може да важи и за водни процедури, използващи обикновена гореща или студена вода от чешмата.

## Лечебни свойства
Балнеолечението може да бъде препоръчано за широк спектър от заболявания, включително артрит, кожни заболявания и фибромиалгия. Както с всяко медицинско лечение, балнеолечението трябва да се обсъди с лекар преди началото на лечението, тъй като редица други медицински състояния като сърдечно-съдови заболявания и бременност, могат да доведат до сериозен неблагоприятен ефект.

### Въздействие на минералните води върху човешкото тяло
Минералните води оказват въздействие върху организма със своя минерален, газов състав и висока температура. Подходящи са както за профилактика, така и при лечението на различни заболявания. При външно приложение минералната вода оказва влияние чрез кожата – както върху самата нея поради прякото въздействие, така и чрез натрупването на химични елементи като депо в подлежащите тъкани. Попаднали в кръвообращението, елементите от състава на съответния термален източник обхващат целия организъм. Той се повлиява от биологично активните вещества като въглероден двуокис, карбонати, хидрокарбонати, флуор, сулфати, натрий, силиций и др., които се съдържат в минералните води. Слабоминерализираните води са с по-голяма активност на йоните, имащи отношение при профилактиката и лечението на различни заболявания, като повишават защитните сили на тялото. Елементите от състава на някои минерални води лекуват успешно сърдечно-съдови заболявания, проблеми с ендокринната система – диабет, затлъстяване, подагра, заболявания на опорно-двигателния апарат и функционалната нервна система. Когато минералната вода се използва в комбинация с климатичните условия, нейното въздействие се усилва.
През летните месеци много успешно се повлияват горните дихателни пътища, както и някои хронични кожни инфекции. Комбинацията от минерална вода, море и морски или планински климат влияе положително върху цялостното състояние на организма, укрепва имунитета и помага за редуциране на стреса и преумората.
Някои минерални води служат за профилактика и въздействат положително при следните състояния:
- дегенеративни ставни заболявания
- увреждания на междупрешленните дискове
- моно- и полиартрити, периартрити, бурсити, инсерционити, ставни синдроми при системни заболявания
- състояния след фрактури и хирургичното им лечение
- състояния след артроскопия
- състояния след ендопротезиране на тазобедрена, колянна и раменна става
- мозъчен инсулт, множествена склероза, Паркинсонова болест
- моно и полиневропатия, радикулит, плексит, последици от травми на периферни нерви
- миокарден инфаркт (подостра и хронична фаза)
- след сърдечни операции – байпас, сърдечно клапно протезиране

Част от минералните води са чисто термални, слабо минерализирани (акратотерми). Този клас води са с доказана лековитост. Те намират както външно приложение, така може да се използват и за пиене, инхалации и иригации. Външното приложение е добре познато на хората под формата на терапии с минерална вода в басейни и други водни атракциони. Поради слабата си минерализация съставките във водите се резорбират много добре от организма. Имат по-голямо осмотично налягане и извеждат редица остатъчни продукти от организма. Питейното приложение на тези води също е достатъчно актуално. Акратотермите са отлични за ежедневен прием, без ограничение в количеството. Те увеличават отделената от бъбреците урина, изменят киселинно-алкалното равновесие в организма, имат изплакващо действие по пътищата, по които преминават. Затова са особено ефективни при бъбречни и жлъчни заболявания, свързани с някои възпалителни процеси. Добрите питейно-вкусови качества на някои минерални води дават възможност и за ползването им за промишлено бутилиране.

### Особености
Резултатите от съществуващите научни изследвания относно ефективността на балнеолечението не заключават, че балнеолечението е ефективен метод за лечение на ревматоиден артрит. Не съществуват и доказателства за съществуването на по-ефективен вид къпане, нито път такива показващи, че къпането е по-ефективно от физическите упражнения или терапията чрез отдих. Повечето от изследванията относно балнеолечението използват погрешна методология за извличане на резултатите и затова биват считани за ненадеждни. Проучване от 2009 г., разглеждащо всички публикувани клинични изследвания до момента, заключава, че съществуващите изследвания до момента не предоставят достатъчно информация за направата на категорични заключения относно ефективността на балнеолечението. 

## Видове балнеолечение
Балнеолечението включва лечение с гореща или студена вода, масаж чрез движещата се вода, отдих или стимулация.
- Питейно балнеолечение – назначено и контролирано от лекар; препоръчва се системно, редовно и достатъчно дълго приемане на минерална вода по рецептура. Минералната вода е най-ценна и полезна, когато се пие на място от извора, в нейния естествен вид. Вътрешното приемане на минералната вода води до трансминерализация в тъканите или казано по друг начин – променя минералния състав в тях. Затова не трябва да се приема безразборно. Необходимо е специалист да определи дозата и начините на прием на водата – преди или след хранене. Ето защо, когато се използва водата с лечебно действие, е добре курсът да се провежда в балнеологичен център или отделение по физикална и рехабилитационна медицина под контрол на специалист.
- Външно балнеолечение – чрез потапяне в минерални басейни, вани, обливане с различни душове и т.н.

Минералната вода има механично, термично и химично въздействие. Химичните вещества действат главно като общ дразнител по нервнорефлекторен и хуморален път върху нервната и хормоналната регулация, функциите на тъканите и имунните процеси по пътя на транс-минерализацията на кожата и оттам на целия организъм.
Минералната вода намира приложение най-вече чрез хидромасажните вани и басейни, в които се комбинира удоволствието от къпането с полезното действие на топлината и масажа. Водните струи стимулират мускулите, като действат масажиращо в дълбочина или повърхностно, и релаксират целия организъм. По този начин се наслагват минерални вещества върху кожата. Те образуват т. нар. минерална мантия и дават възможност на веществата да преминават в организма и след приключване на процедурите. Минералната вода с топлинното си действие ускорява кръвообращението, засилва притока на кислород в тъканите, възстановява силите след физическо натоварване, намалява нивото на стреса, помага при травми и разтягания, премахва умората, напрегнатите мускули, артритните болки.
- Инхалации, гаргари, иригации, промивки – те са ценни допълнения към основен балнеологичен курс, особено важни при съвременната детокс терапия. Препоръчва се да се извършват от обучен терапевт, но може да се правят и самостоятелно.
  - Инхалации – вдишване с лечебна цел на естествено отделени газове или на разпръснати мъгли (аерозоли) от минерални води. Естествени инхалации се получават по време на вълнение при каменист морски бряг.

## България
Според различни източници България е сред първите пет дестинации в света, които разполагат с изобилие от лечебни минерални води. Над 90 % от минералните води у нас са с лечебни свойства. Балнеологичният потенциал на България в количествен аспект надхвърля 12 000 литра в секунда минерални води. От тях са разкрити едва 3000 литра в секунда. Една четвърт от тези води са по крайбрежието.
В България има 47 балнеологични курорта с над 225 находища с минерална вода. От тях 148 извора се намират в Южна България и 77 в Северна България. Повечето минерални извори са с топла вода, но има и с гореща и студена. Лечебните им свойства са различни и са доказани.